# Anavae
Anavae — британський рок-гурт, створений у Лондоні на початку 2011 року. За півтора року свого існування гурт випустив дебютний EP Into The Aether, а також альбом реміксів Aerology.
Першим синглом була пісня «World in a bottle», кліп якого здобув 100,000 переглядів на Youtube.
Творчість гурту подібна з жіночими гуртами: Paramore, Evarose, Adora.
У 2012 році гурт почав співпрацювати з двома лейблами: «Emeline Studios» та «Outhouse Studios».

## Склад гурту
- Rebecca Need-Menear — вокал
- Jamie Finch — гітара
- James Pearce — бас-гітара
- Seb Gee — барабани
- Josh Platt — гітара

## Дискографія
- Into The Aether (2012)
- Aerology (2012)

### Сингли
- Invaesion
- Idle Minds
- World In A Bottle
- Whatever the Case May Be
- Sunlight Through A Straw

### Відео
- World In A Bottle (2011
- Invaesion (2012)
- Whatever the Case May Be (2012)
- Sunlight Through A Straw (2012)
- Exit Stage Left (2012)